# 罗西耶代格勒通
罗西耶代格勒通（法語：Rosiers-d'Égletons，法語發音：[ʁozje deɡlətɔ̃]，意为“埃格勒通的罗西耶”）是法国科雷兹省的一个市镇，位于该省中部，属于蒂勒区。

## 地理
罗西耶代格勒通（45°22'39"N, 2°0'29"E）面积38.18 平方千米，位于法国新阿基坦大区科雷兹省，该省份为法国中南部省份，北起上维埃纳省和克勒兹省，西接多爾多涅省，南至洛特省，东临多姆山省和康塔爾省。
与罗西耶代格勒通接壤的市镇（或旧市镇、城区）包括：沙佩勒斯皮纳斯、埃格勒通、埃兰、穆斯捷旺塔杜尔、圣伊里耶勒代雅拉、萨朗、蒙塔讷河畔维特拉克、杜斯特尔河畔蒙泰尼亚克。

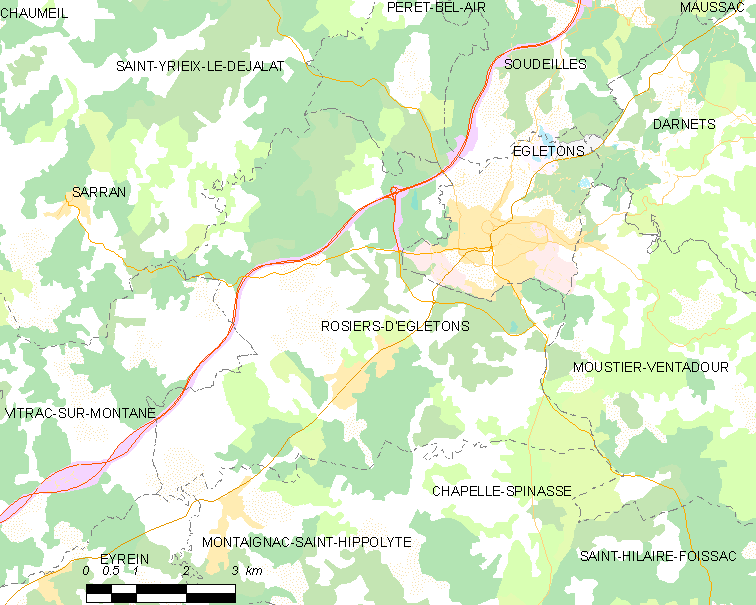
罗西耶代格勒通的OSM定位图

罗西耶代格勒通的时区为UTC+01:00、UTC+02:00（夏令时）。

## 行政
罗西耶代格勒通的邮政编码为19300，INSEE市镇编码为19176。

## 政治
罗西耶代格勒通所属的省级选区为埃格勒通县。

## 人口

1962-2008年间罗西耶代格勒通人口变化图示

罗西耶代格勒通于2022年1月1日时的人口数量为1087人。

## 友好城市
- 科隆比耶-索尼约